# NPP Zvezda K-36
O Zvezda K-36 é uma série de assentos ejetores feitos pela NPP Zvezda. Suas variantes são usadas por uma variedade de aeronaves, incluindo o Su-25, Su-27, MiG-29, e o Sukhoi T-50. A palavra zvezda provém do russo ЗВеЗда, que significa estrela.

## Design
O assento ejetor K-36 pode ser usado por pilotos em diferentes altitudes, velocidade e condições de voo. Possui um mecanismo de disparo de foguetes, caixa de ferramentas, suporte para a cabeça e outros mecanismos de segurança. Possibilita a ejeção entre 0 e 1300 km/h e altitudes entre 0 e 20000 metros. Juntamente com o assento, há um equipamento KKO-15 de proteção e oxigênio instalado, além de paraquedas e kit de sobrevivência.

### Operacional
No Show Aéreo de Paris de 1989, ocorreu uma demonstração publica de ejeção um pouco antes do impacto ao solo de um Mig-29. Outro incidente ocorreu quando dois pilotos sobreviveram a uma colisão entre um par de Mig-29 em Fairford na Inglaterra, em 1993.

## Variantes
- K-36D e K-36DM: Usadas no MiG-29 e Su-27[1][2][3]
- K-36D-3.5: Variante melhorada para acomodação de pilotos.
- K-36D-5: Variante melhorada para o Sukhoi PAK FA[4]
- K-36LM: Usados no Tu-160 Blackjack[5]
- K-36VM: Versão com sistema de ejeção automática presente no Yak-38[6]
- K-36RB: Variante usada no programa Buran.